# کاسپر ور
کاسپر ور (انگلیسی: Casper Ware؛ زادهٔ ۱۷ ژانویهٔ ۱۹۹۰) بازیکن بسکتبال اهل ایالات متحده آمریکا است.
از باشگاه‌هایی که در آن بازی کرده‌است می‌توان به فیلادلفیا سونتی‌سیکسرز اشاره کرد.